# 중앙동 (강릉시)
중앙동(中央洞)은 대한민국 강원특별자치도 강릉시의 행정동이다.

## 개요
중앙동은 강릉시의 중앙에 위치한 도심의 핵심지역으로 각종 행정기관, 은행 및 상가 집중 지역이며, 재래시장인 중앙시장과 서부시장이 있으며 새벽에는 번개시장까지 형성되어 영동권의 경제활동 및 생활권까지 이곳에서 이루어진다.
중앙동의 면적은 0.97km2, 행정구역 20개통에 101반, 상주 인구는 3,249세대에 6,447명이나 대부분의 경제활동이 이루어지는 이곳은 낮 시간대에는 인구가 집중적으로 몰리어 유동 인구가 가장 많은 점과 그로 인하여 행정서비스 수요가 가장 높은 지역으로 꼽힌다. 아울러 옛 관아터 뿐만 아니라 국보 제51호인 객사문(客舍門)을 비롯하여 칠사를 관장하던 칠사당(七事堂, 지유7호), 臨瀛館址(사적388호)등 귀중한 문화재가 많은 곳이다.

## 법정동
- 남문동(南門洞)
- 명주동(溟州洞)
- 성내동(城內洞)
- 성남동(城南洞)
- 용강동(龍岡洞)
- 임당동(林塘洞)
- 금학동(錦鶴洞)

## 교육
- 강릉여자중학교{현.해람중학교}